# Dan-Barto
Dan-Barto (auch: Dan Barto, Dan Bartou) ist eine Landgemeinde im Departement Kantché in Niger.

## Geographie
Dan-Barto liegt in der Sahelzone und grenzt im Südosten an den Nachbarstaat Nigeria. Die Nachbargemeinden in Niger sind Hawandawaki im Nordwesten, Tsaouni im Norden, Kourni im Osten und Sassoumbroum im Südosten. Bei den Siedlungen im Gemeindegebiet handelt es sich um 35 Dörfer, 66 Weiler, ein Lager und acht Wasserstellen. Der Hauptort der Landgemeinde ist das Dorf Dan-Barto. Es liegt am rechten Ufer des Trockentals Goulbi May Farou.

## Geschichte

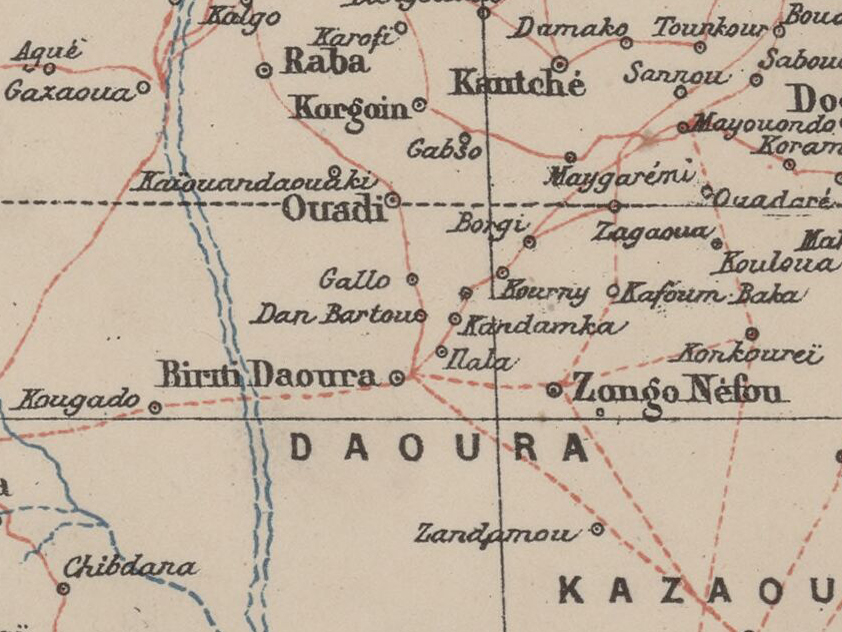
Ausschnitt einer Karte von 1903 mit Dan-Barto (Dan Bartou) im Zentrum

Die Landgemeinde Dan-Barto ging 2002 im Zuge einer landesweiten Verwaltungsreform aus einem Teil des Kantons Kantché hervor.

## Bevölkerung
Bei der Volkszählung 2012 hatte die Landgemeinde 40.900 Einwohner, die in 6306 Haushalten lebten. Bei der Volkszählung 2001 betrug die Einwohnerzahl 28.911 in 4491 Haushalten.
Im Hauptort lebten bei der Volkszählung 2012 2456 Einwohner in 382 Haushalten, bei der Volkszählung 2001 683 in 106 Haushalten und bei der Volkszählung 1988 283 in 59 Haushalten.
In Dan-Barto leben Angehörige der vor allem Ackerbau betreibenden Hausa-Untergruppe Katsinawa und der auf Agropastoralismus spezialisierten Fulbe-Untergruppe Daourawa.

## Politik
Der Gemeinderat (conseil municipal) hat 14 gewählte Mitglieder. Mit den Kommunalwahlen 2020 sind die Sitze im Gemeinderat wie folgt verteilt: 7 PNDS-Tarayya, 2 ARD-Adaltchi Mutunchi, 2 RDR-Tchanji, 1 CDS-Rahama, 1 MODEN-FA Lumana Africa und 1 RPP-Farilla.
Jeweils ein traditioneller Ortsvorsteher (chef traditionnel) steht an der Spitze von 33 Dörfern in der Gemeinde, darunter dem Hauptort.

## Wirtschaft und Infrastruktur
Die Gemeinde liegt in jener schmalen Zone entlang der Grenze zu Nigeria, die von Tounouga im Westen bis Malawa im Osten reicht und in der Bewässerungsfeldwirtschaft für Cash Crops betrieben wird. In Dan-Barto wird regenabhängiger Reisanbau praktiziert. Das staatliche Versorgungszentrum für landwirtschaftliche Betriebsmittel und Materialien (CAIMA) unterhält eine Verkaufsstelle im Hauptort.
Gesundheitszentren des Typs Centre de Santé Intégré (CSI) sind im Hauptort und in der Siedlung Maïmoujia vorhanden. Das Gesundheitszentrum im Hauptort verfügt über ein eigenes Labor und eine Entbindungsstation. Der CEG Dan-Barto ist eine allgemeinbildende Schule der Sekundarstufe des Typs Collège d’Enseignement Général (CEG). Beim Centre de Formation aux Métiers de Dan-Barto (CFM Dan-Barto) handelt es sich um ein Berufsausbildungszentrum. Die Niederschlagsmessstation im Hauptort wurde 1981 in Betrieb genommen.
Die 69,8 Kilometer lange asphaltierte Nationalstraße 10 zwischen Takeita und der Staatsgrenze mit Nigeria verläuft durch den Hauptort und das Dorf Maïmoujia. Die Millionenstadt Kano in Nigeria ist rund 150 Straßenkilometer vom Hauptort Dan-Barto entfernt.